# Teoria del funzionale della densità
La teoria del funzionale della densità (Density Functional Theory, DFT) è una teoria quantistica microscopica per lo studio di sistemi a molti elettroni (atomi, molecole, solidi, ecc.).

## Caratteristiche
Questa teoria si basa su un approccio completamente diverso rispetto ai classici metodi di Fisica della materia condensata e Chimica quantistica, come il metodo di Hartree-Fock. Infatti, la grandezza fondamentale di questi ultimi metodi è la funzione d'onda totale del sistema {\displaystyle \Psi (\mathbf {r} _{1},\mathbf {r} _{2},...,\mathbf {r} _{N})} che per un sistema di N elettroni dipende quindi da 3N variabili (per specificare la coordinata di ciascun elettrone si deve ovviamente fornire una terna {\displaystyle \mathbf {r} _{i}=(x_{i},y_{i},z_{i})}). Calcolare ad esempio la funzione d'onda totale di un solido dove N è dell'ordine del numero di Avogadro, {\displaystyle 10^{23}} risulta evidentemente un problema formidabile. In generale questi metodi possono applicarsi a sistemi contenenti non più di una decina di elettroni (piccole molecole o atomi). Nella DFT, sviluppata inizialmente da Pierre Hohenberg e Walter Kohn (HK) nei primi anni sessanta, la grandezza fondamentale è la densità di carica elettronica {\displaystyle n(\mathbf {r} )} che dipende solo da 3 variabili, a prescindere dal numero di elettroni. La semplificazione del problema è evidente.

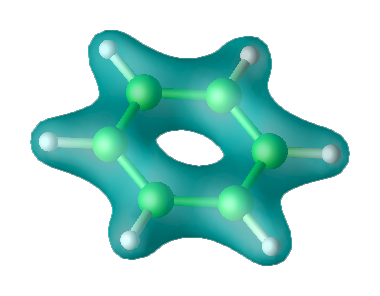
Rappresentazione della densità elettronica di una molecola di benzene allo stato fondamentale.

Hohenberg e Kohn dimostrarono che la densità elettronica dello stato fondamentale non degenere di un sistema di elettroni permette di determinare univocamente le proprietà dello stato fondamentale. Quindi ogni grandezza fisica osservabile di stato fondamentale, come ad esempio l'energia totale dello stato fondamentale, può essere espressa come un funzionale della densità, {\displaystyle E[n]}. Inoltre per il funzionale {\displaystyle E[n]} vale un principio di minimizzazione che si deduce direttamente dal principio di minima energia valido per il valore di aspettazione dell'hamiltoniano del sistema. Qualora {\displaystyle E[n]} fosse conosciuto nella sua forma funzionale, il problema sarebbe facilmente risolto, giacché la densità di stato fondamentale si otterrebbe minimizzando il funzionale energia. Una volta poi determinata la densità di stato fondamentale, si potrebbe calcolare ogni altra osservabile di stato fondamentale, se il relativo funzionale della densità è noto.

## Fondamenti

### Modello di Thomas-Fermi
La teoria DFT prende spunto dal modello di Thomas-Fermi, sviluppato nel 1927. Sfruttando questo modello è possibile calcolare l'energia di un sistema multielettronico rappresentando la sua energia cinetica come un funzionale della densità elettronica, combinando tale energia con le classiche espressioni che descrivono le interazioni nucleo-elettrone ed elettrone-elettrone (che possono essere entrambe rappresentate in termini di densità elettronica).
Sebbene questo abbia rappresentato un passo fondamentale, l'accuratezza dell'equazione di Thomas-Fermi era limitata dal fatto che essa non considera l'energia di scambio,  l'energia dovuta all'interazione delle funzioni d'onda con loro sovrapposizione, predetta invece dalla teoria di Hartree-Fock. Fu Paul Dirac ad aggiungere, nel 1930, un funzionale di scambio energetico.
La teoria Thomas-Fermi-Dirac rimaneva tuttavia inaccurata per molte applicazioni. La maggiore fonte di errore derivava dalla rappresentazione dell'energia cinetica, a cui si aggiungevano gli errori legati all'energia di scambio, poiché non veniva considerato l'effetto legato alle repulsioni interelettroniche.

### Teoremi di Hohenberg e Kohn
I due teoremi di Hohenberg e Kohn si riferiscono originariamente allo stato fondamentale in assenza di campo magnetico, sebbene siano stati successivamente generalizzati per comprendere anche quest'ultimo.
1. Le proprietà dello stato fondamentale di un sistema multielettronico non degenere sono descritte da funzionali della sola densità monoelettronica.
2. L'energia allo stato fondamentale corrisponde al valore minimo di {\displaystyle E[\rho ]} rispetto alle densità elettroniche per cui è definito.

## Derivazione e formalismo matematico
Come solitamente si procede nell'ambito del calcolo della struttura elettronica di sistemi a molte particelle, si sfrutta l'approssimazione di Born - Oppenheimer applicata ai nuclei presi in considerazione, ottenendo in tal modo un potenziale statico esterno {\displaystyle V} in cui gli elettroni si muovono. Uno stato stazionario elettronico può essere quindi descritto tramite una funzione d'onda {\displaystyle \Psi ({\vec {r}}_{1},\dots ,{\vec {r}}_{N})} che soddisfa l'equazione di Schrödinger nella forma a molti elettroni:
{\displaystyle H\Psi =\left[{T}+{V}+{U}\right]\Psi =\left[\sum _{i}^{N}-{\frac {\hbar ^{2}}{2m}}\nabla _{i}^{2}+\sum _{i}^{N}V({\vec {r}}_{i})+\sum _{i<j}U({\vec {r}}_{i},{\vec {r}}_{j})\right]\Psi =E\Psi }
dove H è l'hamiltoniano elettronico molecolare, N il numero di elettroni e U il fattore che rende conto dell'interazione elettrone-elettrone. T e U sono i cosiddetti "operatori universali", identici per ogni sistema, mentre V varia in relazione al sistema oggetto di studio. La differenza tra un problema a singola particella e uno più complicato a molte particelle consiste essenzialmente nell'introduzione del termine di interazione elettronica U. Esistono molti modi sofisticati per risolvere l'equazione di Schrödinger precedentemente vista sfruttando l'espansione della funzione d'onda in determinanti di Slater. Mentre quello più semplice è rappresentato dal metodo di Hartree-Fock, altri approcci più sofisticati costituiscono i "metodi post Hartree-Fock", solitamente a elevato costo computazionale, che rende la loro applicazione a sistemi complessi virtualmente impossibile in termini di efficienza.
La teoria del funzionale della densità rappresenta una interessante alternativa. Nella DFT la variabile chiave è rappresentata dalla densità di particella {\displaystyle n({\vec {r}})} data dalla relazione
{\displaystyle n({\vec {r}})=N\int {\rm {d}}^{3}r_{2}\int {\rm {d}}^{3}r_{3}\cdots \int {\rm {d}}^{3}r_{N}\Psi ^{*}({\vec {r}},{\vec {r}}_{2},\dots ,{\vec {r}}_{N})\Psi ({\vec {r}},{\vec {r}}_{2},\dots ,{\vec {r}}_{N}).}
Hohenberg e Kohn dimostrarono nel 1964 che la relazione precedentemente descritta può essere utilizzata per ricavare la funzione d'onda relativa a un particolare stato energetico; così, ad esempio, per una densità {\displaystyle n_{0}({\vec {r}})} dello stato fondamentale è possibile calcolare la corrispondente funzione d'onda dello stato fondamentale {\displaystyle \Psi _{0}({\vec {r}}_{1},\dots ,{\vec {r}}_{N})}. In altre parole, {\displaystyle \,\!\Psi _{0}} è un funzionale unico di {\displaystyle \,\!n_{0}}
{\displaystyle \,\!\Psi _{0}=\Psi _{0}[n_{0}]}
e conseguentemente i valori d'aspettazione di qualsiasi altra osservabile {\displaystyle \,\!O} nello stato fondamentale sono anche funzionali di {\displaystyle \,\!n_{0}}
{\displaystyle \left\langle O\right\rangle [n_{0}]=\left\langle \Psi _{0}[n_{0}]\left|O\right|\Psi _{0}[n_{0}]\right\rangle .}
Da ciò segue, in particolare, che anche l'energia dello stato fondamentale è un funzionale di {\displaystyle \,\!n_{0}}
{\displaystyle E_{0}=E[n_{0}]=\left\langle \Psi _{0}[n_{0}]\left|T+V+U\right|\Psi _{0}[n_{0}]\right\rangle },
dove il contributo del potenziale esterno {\displaystyle \left\langle \Psi _{0}[n_{0}]\left|V\right|\Psi _{0}[n_{0}]\right\rangle } può essere espresso in termini della densità
{\displaystyle V[n]=\int V({\vec {r}})n({\vec {r}}){\rm {d}}^{3}r.}
I funzionali {\displaystyle \,\!T[n]} e {\displaystyle \,\!U[n]} sono dei funzionali universali mentre ovviamente {\displaystyle \,\!V[n]} è non universale e dipende dal sistema in considerazione. Lavorando su uno specifico sistema, {\displaystyle \,\!V} è noto e occorre quindi minimalizzare il funzionale
{\displaystyle E[n]=T[n]+U[n]+\int V({\vec {r}})n({\vec {r}}){\rm {d}}^{3}r}
rispetto a {\displaystyle n({\vec {r}})}, assumendo di possedere espressioni attendibili per {\displaystyle \,\!T[n]} e {\displaystyle \,\!U[n]}. La minimizzazione del funzionale dell'energia permetterà di ricavare la densità dello stato fondamentale {\displaystyle \,\!n_{0}} e quindi tutte le altre osservabili di stato fondamentale.

### Il metodo di Kohn - Sham
Il problema variazionale della minimizzazione del funzionale di energia {\displaystyle \,\!E[n]} può essere risolto applicando il metodo lagrangiano dei moltiplicatori indeterminati, come fu fatto da Kohn e Lu Jeu Sham nel 1965. Essi invocarono l'esistenza di un sistema di riferimento non interagente il cui funzionale di densità è uguale a quello nell'equazione precedente:
{\displaystyle E_{s}[n]=\left\langle \Psi _{s}[n]\left|T_{s}+V_{s}\right|\Psi _{s}[n]\right\rangle ,}
dove {\displaystyle \,\!T_{s}} indica l'energia cinetica non interagente e {\displaystyle \,\!V_{s}} è un potenziale esterno effettivo in cui si muovono le particelle. Ovviamente, {\displaystyle n_{s}({\vec {r}})\ {\stackrel {\mathrm {def} }{=}}\ n({\vec {r}})} se {\displaystyle \,\!V_{s}} è scelta in modo che
{\displaystyle V_{s}=V+U+\left(T-T_{s}\right).}
Quindi è possibile risolvere le cosiddette equazioni di Kohn-Sham del sistema ausiliario non interagente
{\displaystyle \left[-{\frac {\hbar ^{2}}{2m}}\nabla ^{2}+V_{s}({\vec {r}})\right]\phi _{i}({\vec {r}})=\varepsilon _{i}\phi _{i}({\vec {r}}),}
ottenendo gli orbitali {\displaystyle \,\!\phi _{i}} che riproducono la densità {\displaystyle n({\vec {r}})} dell'originale sistema multicomponente
{\displaystyle n({\vec {r}})\ {\stackrel {\mathrm {def} }{=}}\ n_{s}({\vec {r}})=\sum _{i}^{N}\left|\phi _{i}({\vec {r}})\right|^{2}.}
L'effettivo potenziale relativo a una singola particella {\displaystyle \,\!V_{s}} può essere descritto in modo più dettagliato come
{\displaystyle V_{s}=V+\int {\frac {e^{2}n_{s}({\vec {r}}\,')}{|{\vec {r}}-{\vec {r}}\,'|}}{\rm {d}}^{3}r'+V_{xc}[n_{s}({\vec {r}})],}
dove il secondo termine denota il termine di Hartree che descrive la repulsione coulombiana elettrone-elettrone, mentre l'ultimo termine {\displaystyle \,\!V_{xc}} è detto potenziale di correlazione di scambio. {\displaystyle \,\!V_{xc}} include tutte le interazioni a molte particelle; il termine di Hartree e {\displaystyle \,\!V_{xc}} dipendono da {\displaystyle n({\vec {r}})}, che a sua volta dipende da {\displaystyle \,\!\phi _{i}}, il cui valore è legato a {\displaystyle \,\!V_{s}}. L'equazione di Kohn-Sham è autocoerente e può essere risolta in modo iterativo: solitamente si procede introducendo un valore iniziale di {\displaystyle n({\vec {r}})}, quindi si calcola il corrispondente {\displaystyle \,\!V_{s}} e si risolvono le equazioni di Kohn-Sham in funzione di {\displaystyle \,\!\phi _{i}}. In tale modo si ottiene un nuovo valore di densità e si procede quindi a un'altra iterazione ripetendo un numero di cicli necessario al raggiungimento della convergenza.

## Approssimazioni
Il maggior problema legato al metodo DFT consiste nel fatto che i funzionali esatti per le energie di scambio e correlazione sono ricavabili solamente in relazione a un gas di elettroni liberi. Comunque è possibile introdurre approssimazioni che permettano un calcolo di accuratezza accettabile. Un'approssimazione ampiamente utilizzata consiste nell'approssimazione di densità locale (local-density approximation, LDA), nella quale il funzionale dipende solo dalla densità ai valori delle coordinate in cui il funzionale è valutato:
{\displaystyle E_{xc}[n]=\int \varepsilon _{xc}(n)n(r){\rm {d}}^{3}r.}
L'approssimazione di densità di spin locale (LSDA), proposta inizialmente da John C. Slater è una generalizzazione diretta della LDA che include lo spin elettronico:
{\displaystyle E_{xc}[n_{\uparrow },n_{\downarrow }]=\int \varepsilon _{xc}(n_{\uparrow },n_{\downarrow })n(r){\rm {d}}^{3}r.}
Formule altamente accurate per {\displaystyle E_{xc}(n)} sono state ricavate da simulazioni di Monte Carlo quantistico per un gas di elettroni liberi.
Le approssimazioni di gradiente generalizzato (Generalized Gradient Approximations, GGA) sono ancora di tipo locale ma tengono anche conto del gradiente della densità nelle medesime coordinate:
{\displaystyle E_{xc}[n_{\uparrow },n_{\downarrow }]=\int \varepsilon _{xc}(n_{\uparrow },n_{\downarrow },{\vec {\nabla }}n_{\uparrow },{\vec {\nabla }}n_{\downarrow })n(r){\rm {d}}^{3}r.}
Utilizzando le recenti approssimazioni GGA è stato possibile ottenere risultati molto buoni per la determinazione delle geometrie molecolari e delle energie dello stato fondamentale. Esistono inoltre molti ulteriori miglioramenti apportati alla DFT sviluppando migliori rappresentazioni dei funzionali.

## L'effetto del campo magnetico
Il formalismo DFT descritto non è valido in presenza di un potenziale vettore, come nel caso di un campo magnetico, e in tali casi non è possibile stabilire una correlazione tra densità elettronica e potenziale esterno.
A tal proposito sono state introdotte generalizzazioni che tengono conto dell'effetto del campo magnetico. Esistono due differenti teorie: current density functional theory (CDFT) e magnetic field functional theory (MFFT), che utilizzano un funzionale di scambio e correlazione dipendente dalla densità elettronica e dalla densità di corrente nel primo caso, e uno dipendente dalla densità elettronica e dal campo magnetico nel secondo caso.

## Sviluppi recenti e limiti della teoria
Negli anni novanta la teoria fu molto raffinata considerando il contributo dovuto alla sovrapposizione delle funzioni d'onda e dell'effetto della correlazione elettronica. Esistono diversi approcci e varianti della teoria DFT, alcuni dei quali possono considerarsi metodi ab initio mentre altri sono metodiche semi-empiriche.

La teoria DFT è divenuta negli anni uno dei principali metodi di calcolo per la determinazione della struttura atomica; in generale i principali limiti consistono nell'impossibilità di descrivere correttamente le interazioni intermolecolari, principalmente riguardo alle forze di van der Waals (negli anni recenti sono state introdotte correzioni empiriche per includere gli effetti di dispersione mantenendo contenuto il costo dei calcoli), e nel calcolo della banda proibita di semiconduttori e isolanti. Il suo incompleto trattamento della dispersione può influire in modo negativo sull'accuratezza della DFT in sistemi dominati dalla dispersione, come nel caso di interazioni tra gas nobili o quando la dispersione è in competizione con altri effetti importanti, come nelle biomolecole.

È oggetto di ricerca lo sviluppo di nuovi metodi intesi a risolvere questa limitazione, attraverso la modifica del funzionale e l'introduzione di termini aggiuntivi per tener conto degli elettroni di valenza o l'inclusione di altri termini addizionali .
È importante sottolineare come la DFT sia una teoria in principio esatta solo per descrivere lo stato fondamentale di un sistema a molti elettroni, e non può fornire informazioni su proprietà di stato eccitato, come ad esempio la banda proibita.
La DFT è più in generale una teoria quantistica per sistemi a molti corpi e ha recentemente trovato applicazioni anche in fisica nucleare, per descrivere lo stato fondamentale dei nuclei atomici.